# Aigra Nova
Aigra Nova é uma aldeia pertencente à freguesia de Góis, concelho de Góis que dista 12 km de Góis.
É a Aldeia do Xisto que se encontra a maior altitude (770 m).

## Património
- Ecomuseu Tradições do Xisto
- Caminho do Xisto:
  - PR1 GOI - Caminho do Xisto das Aldeias de Góis - Rota das Tradições do Xisto;
- Núcleo da Coirela das Agostinhas[2]